# Carpobrotus modestus
Carpobrotus modestus là một loài thực vật có hoa trong họ Phiên hạnh. Loài này được S.T.Blake mô tả khoa học đầu tiên năm 1969.